# Descloroetizolam
Il descloroetizolam (noto anche come Etizolam-2) è una tienotriazolodiazepina che è l'analogo declorurato dell'etizolam strettamente correlato. Il composto è stato venduto come designer drug.